# Дашук Віктор Нечипарович
Віктор Нечипорович Дашук (біл. Віктар Нічыпаравіч Дашук; *16 вересня 1938, село Валоки, Хойницький район, Гомельська область) — білоруський кінорежисер-документаліст.

## Біографія
Закінчив факультет журналістики БДУ в 1960 році, Вищі курси сценаристів та режисерів у Москві (відділення кінорежисури, клас Л. Трауеберга, 1967). З 1960 року працює на кіностудії «Білорусьфільм» — був адміністратором, асистентом оператора, кінорежисера; з 1963 — року режисер, оператор, сценарист у документальному та мистецькому кіно. Створив студію «Господар Д.» (1993–2005). Виконувач обов'язків професора Білоруської академії мистецтв, керівник класу режисури документального кіно (1989–1993). Одружений, має дітей, двох внуків.
Віктор Дашук за власними сценаріями зняв більше 80 творів (у тому числі гостросоціальні документальні фільми «Ніч довгих ножів», «Репортаж з клітки для кроликів»). Виступає з публіцистичними статтями.
Заслужений діяч мистецтв БРСР з 1977 року, Народний артист БРСР (1989). Лауреат премії Ленінського комсомолу Білорусі (1976), Державної премії СРСР (1985, за цикл фільмів «Я з вогняного села» і «У війни не жіноче обличчя»), першої премії на всесоюзних кінофестивалях у Фрунзе (тепер Бішкек), Києві, Таллінні, Любліні: почесного диплому журі 42-го Міжнародного кінофестивалю у Кракові (2003), призу «Срібний голуб» на Міжнародному фестивалі у Лейпцизі (1984, за фільм «Я зустрів вас»).

## Фільмографія
- Дім (1970)
- Безумству сміливих (1970)
- Давним-давно закінчена битва (1970)
- Зозуля кувала… (1972)
- Біографія полонеза ля мінор (1973)
- Я з вогняного села (1975–1978)
- Прощання (1980)
- У війни не жіноче обличчя (1980–1984)
- Труба (1981)
- Дев'яносто шоста осінь (1981)
- Василь Биков. Сходження (1984)
- Двоє на острові сліз (1987, х/ф)
- Чурбанов та інші(1989)
- Форс-мажор (1990)
- Вітебська справа (1989-1991)
- Солодка отрута любові (1995, х/ф)
- Між Сатаною та Богом (1997)
- Ніч довгих ножів (1998) — фільм заборонений в Білорусі
- Репортаж з клітки для кроликів (2000) — заборонений в Білорусі
- Декамерон по-білоруськи (2003)
- Magnum misteria (2004)
- Леонід Левін. Війна i любов (2006)
- інш.